# Resolució 2310 del Consell de Seguretat de les Nacions Unides
La Resolució 2310 del Consell de Seguretat de les Nacions Unides fou adoptada el 23 de setembre de 2016. El Consell va demanar a tots els països que encara no ho havien fet que ratifiquessin el Tractat de prohibició completa de proves nuclears de 1996, de manera que entrés en vigor, i fins llavors no es realitzarien proves nuclears.

## Context
El secretari d'Estat dels Estats Units, John Kerry, havia dit abans que un món sense armes nuclears era possible i que els països estaven fent tot el possible per aconseguir-ho. Al capdavall, ell mateix havia crescut en els dies en què els EUA i la Unió Soviètica eren dedicats a una carrera d'armament nuclear i, en un moment determinat, es van alinear 50.000 míssils nuclears. També fa gairebé 30 anys que el president estatunidenc Ronald Reagan i el líder soviètic Mikhail Gorbatxov es van reunir a Islàndia per parlar del desarmament nuclear. Aquesta cimera va conduir al Tractat de les Forces Nuclears Intermitjanes sota el qual es van eliminar 2.700 petits míssils.
A més, Kerry va esmentar les negociacions amb l'Iran, amb qui es va arribar a un acord el 2015 sobre el seu programa nuclear. Anteriorment es considerava improbable que l'Iran renunciés al seu programa nuclear.
Egipte s'havia abstingut en la votació. Abans, el viceministre d'Afers Exteriors, Hisham Badr, va esmentar una sèrie de defectes. Per exemple, considerava que el Consell de Seguretat no era el fòrum adequat per al Tractat de Prohibició de Proves Nuclears i que no s'havia tractat el Tractat de No Proliferació Nuclear. La manca de mesures per al desarmament nuclear minava la credibilitat de la resolució i enviava un missatge fals a la comunitat internacional. Altres països també van considerar que això no només hauria de ser sobre les proves nuclears, sinó també sobre el desarmament nuclear.
El ministre d'Afers Exteriors de Corea del Nord, Ri Yong Ho, va dir anteriorment a l'Assemblea General que el seu país no tenia la intenció d'unir-se al Tractat de prohibició de proves nuclears. El país havia realitzat una prova de llançament amb un míssil nuclear unes setmanes abans. Volia ampliar i millorar el seu arsenal nuclear per defensar el seu dret a existir i fer front a l'amenaça nuclear dels Estats Units.
Rússia va esmenar retrospectivament els principis de la resolució, i que esperar que el proper president nord-americà fos més fort sobre la ratificació del Tractat de prohibició de proves nuclears. La Xina també va considerar que el tractat havia d'entrar en vigor i va dir que havia pres mesures com ara un acord per no utilitzar armes nuclears contra poders no nuclears. De la mateixa manera, França havia deixat de produir plutoni per armes nuclears. Angola va recordar que després de l'apartheid Sud-àfrica havia abandonat el seu programa nuclear, i que el Tractat de Pelindaba havia creat al continent africà una zona lliure d'armes nuclears.

## Antecedents
L'agost de 2016, el president dels Estats Units, Barack Obama, havia proposat adoptar una resolució de l'ONU per prohibir les proves nuclears. Els Estats Units són un dels països que han signat el Tractat de prohibició de proves nuclears, però encara no l'han ratificat. El Partit Republicà dels Estats Units s'hi oposa, tement que debilitaria als EUA mentre que els seus rivals no s'hi adhereixen, de manera que l'aprovació pel Senat dels Estats Units, que hauria d'aprovar la ratificació per una majoria de dos, sempre era inabastable. El senador republicà Bob Corker va acusar l'administració d'Obama d'evitar el Senat i abusar del seu poder. El govern d'Obama té una política per reduir el nombre d'armes nuclears, i havia presentat una resolució similar en relació amb el Tractat de No Proliferació el 2009.
El secretari general de l'ONU, Ban Ki-moon, estava decebut per la manca de progrés en la reducció del nombre d'armes nuclears. Aquesta era una de les raons per les quals es va fundar l'ONU, i fins i tot la primera resolució de l'organització era sobre això. Però tenia a veure amb Corea del Nord, que havia realitzar diversos assajos nuclears i estava treballant per desenvolupar armes nuclears, i els Estats Units, que volien modernitzar el seu programa nuclear.

## Contingut
El Consell de Seguretat defensava el Tractat de No Proliferació Nuclear (TNP) de 1968. De fet, la proliferació d'armes de destrucció massiva representava una amenaça per a la pau i la seguretat internacionals.
El 1996 l'Assemblea General de les Nacions Unides va aprovar per una àmplia majoria la resolució 50/245 sobre el Tractat de Prohibició de Proves Nuclears (CTBT). Aquest tractat prohibia totes les proves nuclears, limitant la millora de les armes nuclears i el desenvolupament de noves armes nuclears avançades. Això contribuiria a la consecució d'un món lliure d'armes nuclears, un objectiu que s'ha perseguit des de fa algun temps.
El CTBT entraria en vigor 180 dies després que els 44 països que figuren en l'annex 2 de la Convenció haviguessin ratificat el Conveni. Es tractava de països que havien participat en les negociacions sobre el CTBT i que tenien reactors nuclears. Vint anys després de la data, vuit encara no ho havien fet. Xina, Egipte, Iran, Israel i els Estats Units encara no havien ratificat; l'Índia, Corea del Nord i Pakistan encara no s'havien signat. Tots els països, i en particular aquests vuit, van ser cridats a ratificar el CTBT sense demora.
Alguns països ja havien introduït una prohibició nacional sobre les proves nuclears. El Consell de Seguretat va demanar a tots els països que no fessin proves nuclears. També se'ls va demanar que desenvolupessin el règim supervisor planificat. Es va observar que aquesta supervisió valia la pena com a mesura de confiança i contribuïa a la no proliferació de les armes nuclears, fins i tot sense que entrés en vigor el CTBT. A més, també s'ha produït un sistema d'alerta per als terratrèmols i tsunamis del sistema de detecció mundial de l'organització CTBT.
No obstant això, l'entrada en vigor del CTBT promouria la pau i la seguretat internacionals evitant la proliferació de les armes nuclears i contribuint al desarmament nuclear.